# Vincenzo Giudice
Vincenzo Giudice (Eboli, 24 marzo 1891 – Bergiola Foscalina, 16 settembre 1944) è stato un militare italiano, che prestò servizio come Maresciallo Maggiore della Guardia di Finanza e fu insignito di Medaglia d'oro al valor militare alla memoria.

## Biografia
Già reduce della grande guerra, era comandante della Brigata costiera di Carrara allorquando, a seguito di un'imboscata in cui morì un soldato tedesco, il Maggiore Walter Reder ordinò un rastrellamento a Bergiola Foscalina che portò alla cattura di numerosi civili tra cui molte donne e bambini che furono ammassati all'interno della scuola di Bergiola Foscalina.
Avuta notizia il Maresciallo Giudice si precipitò immediatamente dal comandante della formazione tedesca operante proponendosi in cambio dei civili catturati. L'ufficiale tedesco non volle accogliere la proposta motivando la propria decisione con un divieto previsto dalla legge militare di guerra di accettare simili proposte avanzate da militari.
Le insistenze del Maresciallo Giudice, che a quel dire si dichiarò civile spogliandosi della giubba, non sortirono altro effetto se non quello della sua fucilazione. Il maresciallo morì crivellato dai proiettili sulle scale esterne della scuola.
L'eccidio fu quindi portato a compimento con la fucilazione dei prigionieri donne, bambini, anziani che subirono anche il vilipendio dei cadaveri: 72 vittime, di cui 43 donne, 14 bambini e 15 adolescenti.
Tra gli inermi civili uccisi c'erano anche la moglie e la giovane figlia di Vincenzo Giudice mentre l'altro figlio del Maresciallo, Marcello che tentò di fuggire durante il rastrellamento venne raggiunto dalle truppe naziste in un campo di grano e finito con un lanciafiamme.

## Onorificenze

### Riconoscimenti
Varie caserme della Guardia di Finanza sono intitolate alla memoria dell'eroico militare. Fra tutte, quella a L'Aquila, che ospita la sede della prestigiosa Scuola Ispettori e Sovrintendenti del Corpo, ove una lapide marmorea in cui sono scolpite le gesta del Maresciallo Giudice, posta proprio innanzi l'ingresso principale della struttura, indica a tutti i futuri sottufficiali del Corpo che da lì iniziano la propria carriera la via maestra da seguire nell'adempimento dei gravosi compiti che li attendono.
Ad Eboli, in provincia di Salerno, in suo onore è intitolato uno dei più antichi edifici scolastici della Città e la caserma sede del Comando del Gruppo della Guardia di Finanza, inoltre in onore di Giudice è stato eretto un monumento nella piazza principale cittadina dove ogni anno il 16 settembre si svolge una solenne Cerimonia Commemorativa.
A Napoli, sulla Caserma del Comando Provinciale di Napoli della Guardia di Finanza, in Via Agostino Depretis angolo Via Alcide De Gasperi, è stata apposta una lapide in suo onore.